# Church Whitfield
Church Whitfield est un village du Kent, en Angleterre.